# 满洲里口岸
滿洲里口岸，是中華人民共和國內蒙古自治區滿洲里市與俄羅斯外貝加爾邊疆區外貝加爾斯克之間的口岸。也是中华人民共和国境内唯一实现24小时通关的国际公路口岸。

## 概述
這座口岸位於呼倫貝爾草原的西部，在中俄蒙三國的交界處，北接俄羅斯，西鄰外蒙古。它是中國與俄羅斯（包括前蘇聯）進行國際貨運的關鍵點，也是中国貨運量最大陆路口岸。2005年，貨物吞吐量為1752萬噸，运输量占中俄贸易60%以上；通關旅客總數為181萬人。
满洲里口岸业务管辖范围包括内蒙古自治区的呼伦贝尔市、兴安盟、通辽市和赤峰市，辖区面积45万平方公里。截至2018年10月，中欧班列的32条出境线路和16条入境线路通过满洲里口岸。通过这些线路，满洲里口岸接收长三角、珠三角、环渤海地带、华南、中南、西南等地区的货物，并将货物发往俄罗斯、德国等13个欧洲国家的28个城市。

## 鐵路
口岸的鐵路線建設於1901年。中方一側使用標準軌，俄方使用寬軌。故來往的貨物需要進行轉運工作，以適應兩國鐵路軌距的差異。